# Alex Aranburu
Alexander „Alex” Aranburu Deba (ur. 19 września 1995 w Ezkio-Itsaso) – hiszpański kolarz szosowy.

## Osiągnięcia
Opracowano na podstawie:

2013
- 1. miejsce w mistrzostwach Hiszpanii juniorów (start wspólny)

2018
- 1. miejsce w Circuito de Getxo

2019
- 1. miejsce na 2. etapie Vuelta a la Comunidad de Madrid
- 2. miejsce w Circuito de Getxo
- 1. miejsce w klasyfikacji punktowej Vuelta a Burgos
  - 1. miejsce na 4. etapie

2020
- 2. miejsce w Gran Trittico Lombardo

2021
- 1. miejsce na 2. etapie Vuelta al País Vasco
- 3. miejsce w mistrzostwach Hiszpanii (start wspólny)
- 3. miejsce w Memorial Marco Pantani

2022
- 3. miejsce w Boucles de la Mayenne
- 3. miejsce w mistrzostwach Hiszpanii (start wspólny)
- 1. miejsce w Tour du Limousin
  - 1. miejsce na 2. etapie

## Rankingi
| Rok              | 2016  | 2017 | 2018 | 2019 | 2020 | 2021 | 2022 | 2023 | 2024 |
| ---------------- | ----- | ---- | ---- | ---- | ---- | ---- | ---- | ---- | ---- |
| World Ranking    | 1123. | 899. | 268. | 238. | 105. | 94.  | 83.  | 43.  | 48.  |
| UCI Europe Tour  | 765.  | 618. | 155. | 198. | 88.  | 78.  | 71.  | 38.  | 38.  |
| UCI Asia Tour    | -     | -    | 559. |      |      |      |      |      |      |
| UCI America Tour | -     | 416. | -    |      |      |      |      |      |      |
|                  |       |      |      |      |      |      |      |      |      |
| Źródło: UCI      |       |      |      |      |      |      |      |      |      |